# Robin Plamondon
Robin Plamondon, né le 7 janvier 2000 à Québec, est un coureur cycliste canadien.

## Biographie
Durant son enfance, Robin Plamondoigt pratique divers sports comme le hockey sur glace, le soccer et le tennis. Il se lance finalement dans le cyclisme à l'âge de dix ou onze ans,. Décrit comme un bon grimpeur, il se révèle en 2016 en remportant deux médailles d'or aux Jeux du Québec. 
En 2017, il prend la dixième du Tour de l'Abitibi, manche de la Coupe des Nations Juniors (moins de 19 ans). L'année suivante, il se classe notamment deuxième du championnat du Canada sur route juniors. Il représente son pays aux championnats du monde d'Innsbruck, où il abandonne lors de la course en ligne juniors. 
Plamondoigt rejoint ensuite la nouvelle formation continentale Floyd's Pro Cycling en 2019, montée à l'initiative de Floyd Landis. Après cette première saison espoirs (moins de 23 ans), il court pendant deux ans au sein d'Israel Cycling Academy, réserve de la formation World Tour Israel-Premier Tech.
En 2022, il signe avec le Premier Tech U23 Cycling Project, destiné à développer de jeunes cyclistes canadiens. Au mois d'aout, il se distingue sur le Tour de la Guadeloupe en remportant la neuvième étape, disputée sur un parcours montagneux. Il termine également cette course au pied du podium final. Ses résultats lui permettent de rejoindre l'équipe continentale française U Nantes Atlantique en 2023.

## Palmarès et résultats

### Par année
- 2018
  - 2e de la Green Mountain Stage Race juniors
  - 2e du championnat du Canada sur route juniors
  - 3e du championnat du Canada du critérium juniors
- 2022
  - 9e étape du Tour de la Guadeloupe

### Classements mondiaux
| Année                                 | 2022  |
| ------------------------------------- | ----- |
| Classement mondial                    | 1401e |
| UCI America Tour                      | 192e  |
|                                       |       |
| Légende : nc = non classéSource : UCI |       |